# Саша Савићевић
Саша Савићевић (Титоград, 1972) први је Србин који је дотакао доњу границу космоса. Он је у авиону МиГ-29УБ2 21. јула 2011. у Руској Федерацији извршио „подорбитални космички тренинг“.

## Подорбитални космички тренинг
Лет је изведен 21. јула 2011. у руској војној бази Сокол, Нижњи Новгород. Извршен је у специјално модификованом авиону МиГ-29УБ2 у трајању од 55 минута. Савићевић је током лета носио пилотску кацигу на којој је био грб Војске Републике Српске. Припреме за лет су трајале мјесец дана. Првио дио лета је опонашао испаљивање ракете, са полазном брзином на полетању од 300 километара на сат, након чега је лет постао вертикалан под 90% и максималном брзином од 600 до 1.000 км на сат (првих 9 километара). Висински плафон лета за стандардни МиГ-29 је 18 км. На висини од 18 км је извршено „диманичко избацивање“, при чему је додат пун гас да би се постигла максимална брзина а угао пењања постепено смањен до највише тачке лета (21 км нв) када је авион дошао у хоризонталан положај, након чега је дошло до понирања. Динамичко избацивање је трајало око 5 минута. Савићевић је по слијетању у руску војну базу Сокол, пред новинарима рапортирао генералу Ратку Младићу.

### Технички елементи
- Висина – 20.450 метара[3] (20.600 м + 400 мнв[2])
- Брзина – 1,94 М (маха)
- Сила Г – 7,0 (највећа 9,0[2])

## Живот
Саша Савићевић је бивши пилот Војске Републике Српске и ветеран 63. падобранске бригаде из Ниша. Радио-телевизија Републике Српске је њему и лету посветила епизоду (19. јануара 2012) у оквиру серијала Хероји и феномени. Живи у бањалучком насељу Росуље.. Ради као представник руске тв RТ(Russia Today) за Југоисточну Европу, Азију и Африку. Оснивач је првог српско-руског братства "МОСТ" у Бањалуци. Пореклом је из Ивањице у Западној Србији, где се бави производњом ракије.